# Cá nheo Mỹ

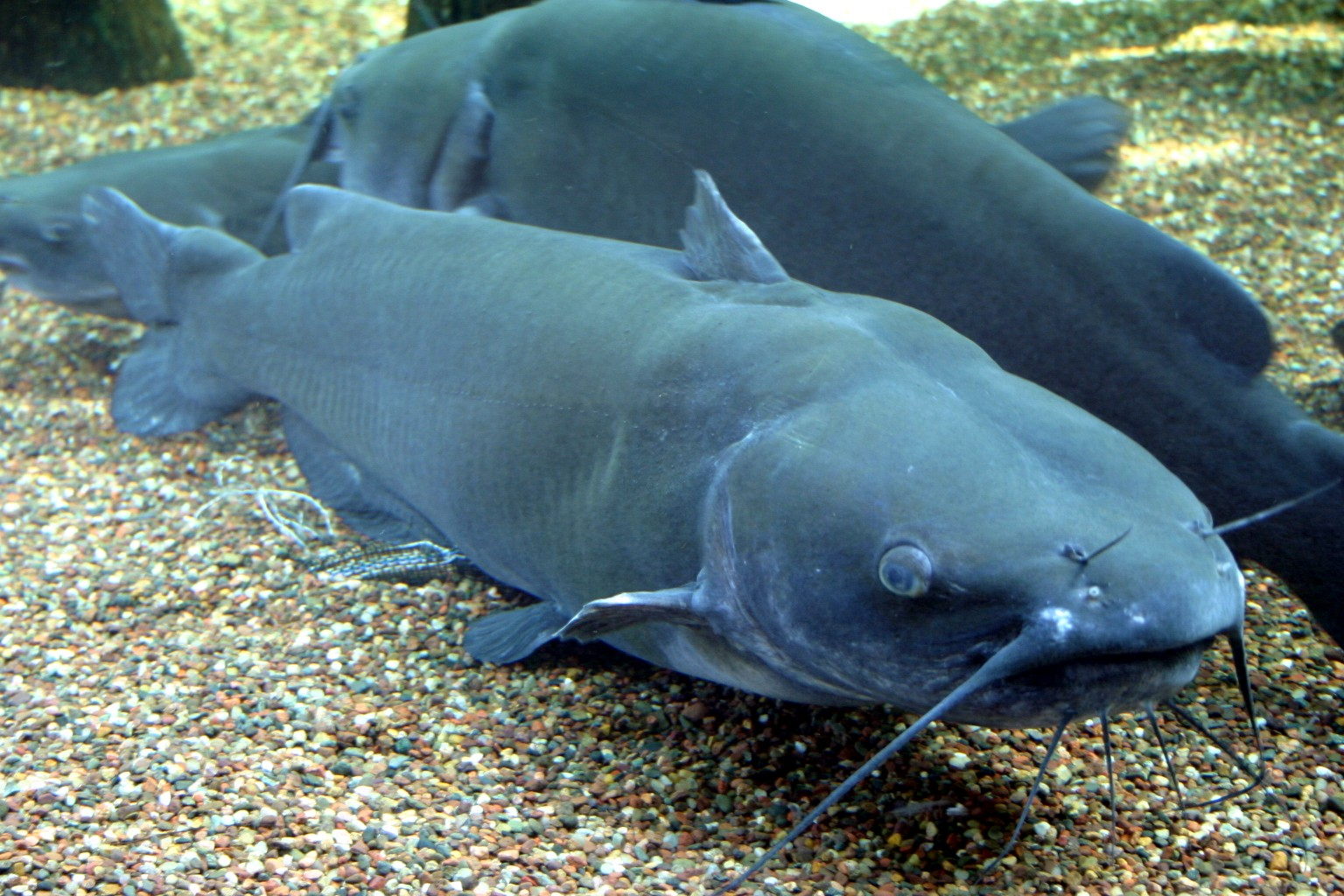
Cá nheo Mỹ

Cá nheo Mỹ (danh pháp hai phần: Ictalurus punctatus) là một loài cá thuộc chi Ictalurus. Nó là cá chính thức của Missouri, Iowa, Nebraska, Kansas, và Tennessee, và tên trong tiếng Anh không chính thức là "channel cat". Tại Hoa Kỳ chúng là đối tượng là đánh bắt loài cá da trơn với khoảng 8 triệu người đi câu nhắm vào nó mỗi năm. Sự phổ biến của cá da trơn kênh cho thực phẩm đã góp phần vào sự tăng trưởng nhanh chóng của nuôi trồng thủy sản của loài này tại Hoa Kỳ.

## Phân bố và nơi sống

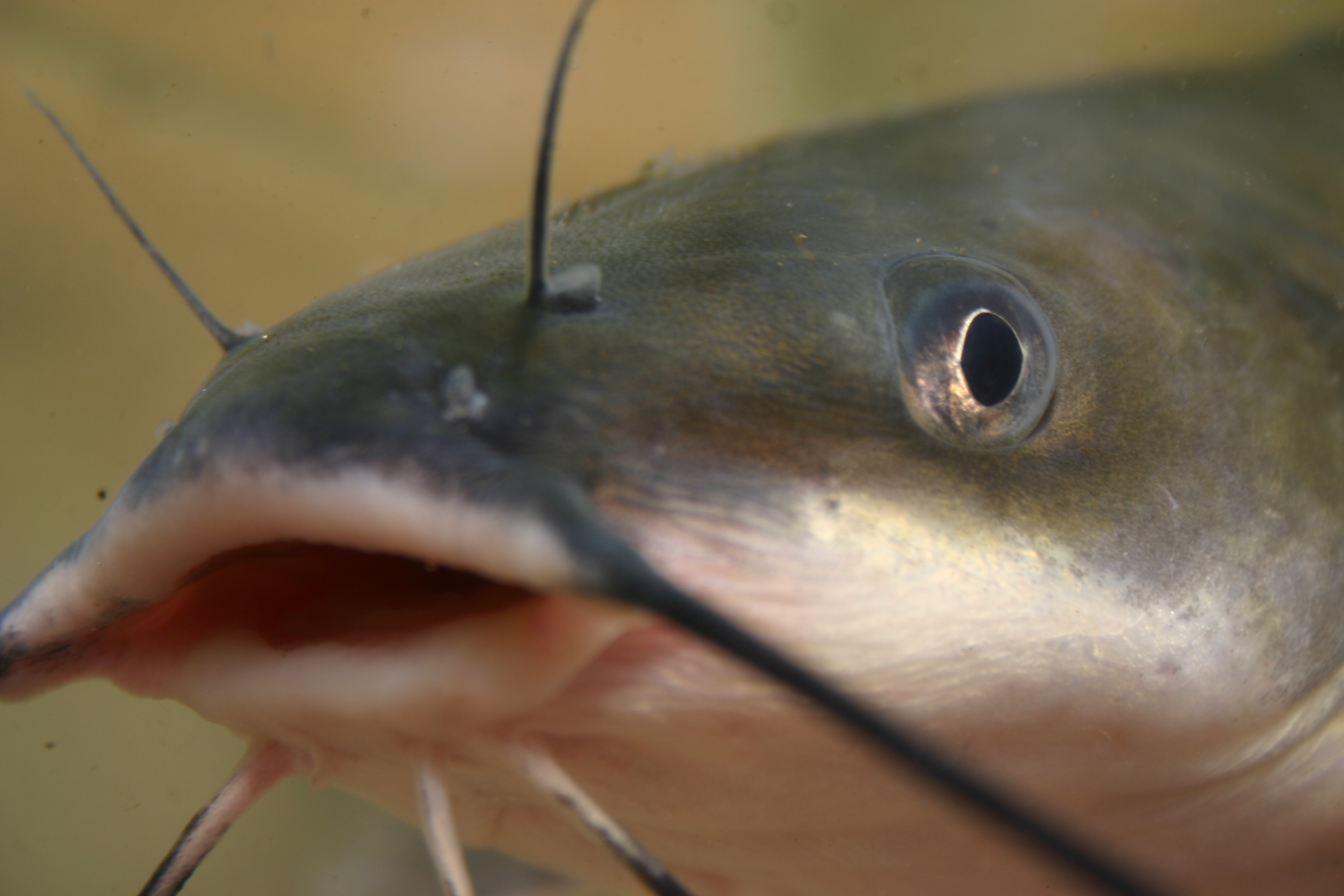
Cá nheo Mỹ, Ictalurus punctatus

Cá nheo Mỹ là loài bản địa Tân bắc giới, phân bố ở hạ Canada và miền đông và miền bắc Hoa Kỳ, cũng như các khu vực miền bắc Mexico. Chúng cũng đã được du nhập vào một số vùng biển của lục địa châu Âu và các bộ phận của Malaysia và các bộ phận gần như Indonesia. Chúng phát triển mạnh trong các con sông nhỏ và lớn, các hồ chứa, hồ tự nhiên, và ao. Chúng đẻ trứng ở các khe, hốc, hoặc các mảnh vỡ, để bảo vệ chúng khỏi dòng nước chảy nhanh cuốn đi. Tại Canada, các loài chủ yếu là, mặc dù không phải là độc nhất, hạn chế trong lưu vực Đại Ngũ Hồ từ hồ Nipigon về phía nam.
Nó là loài ăn tạp. Trọng lượng tối đa của nó là từ 18 đến 23 kg.

## Hình ảnh

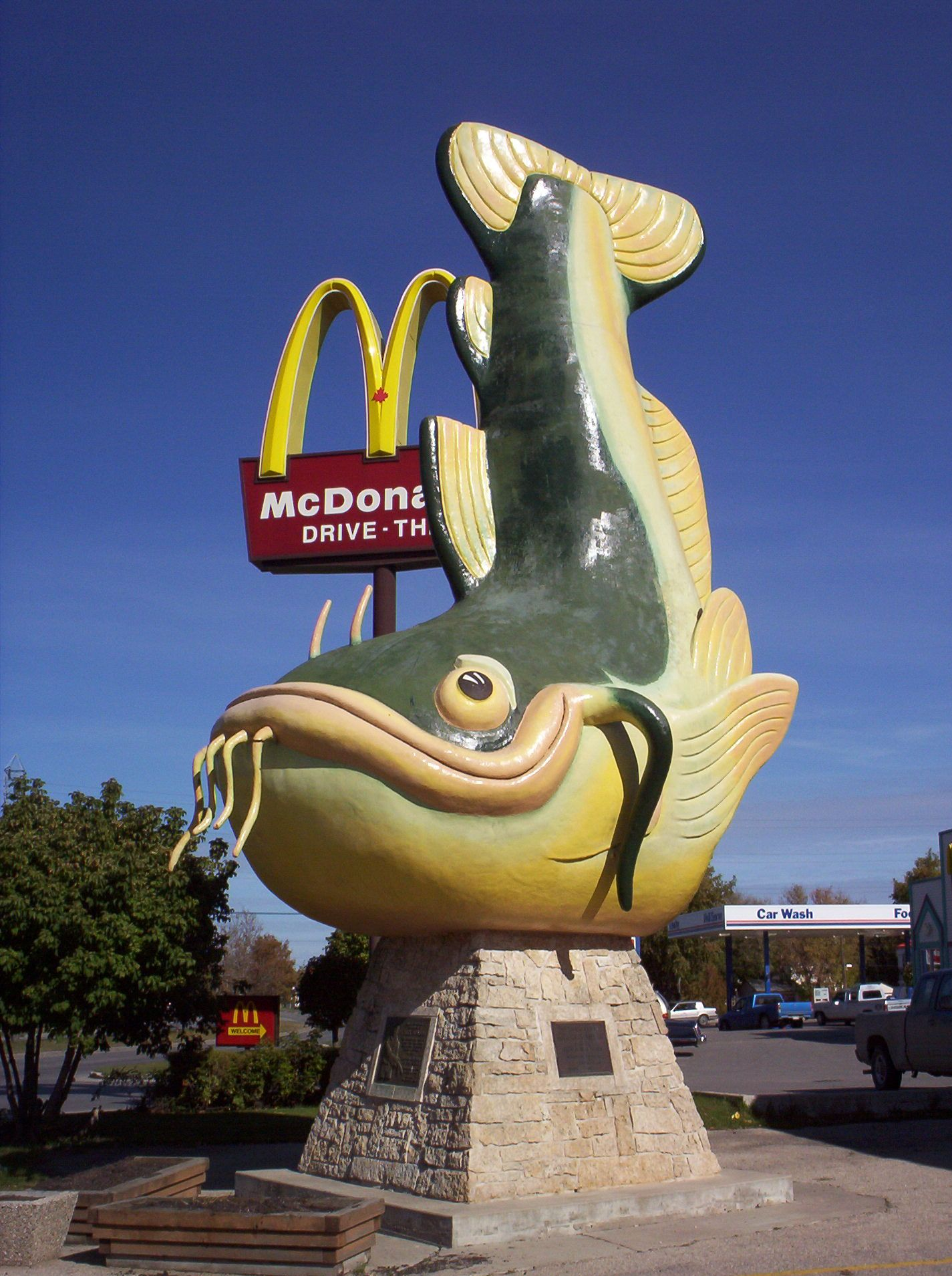
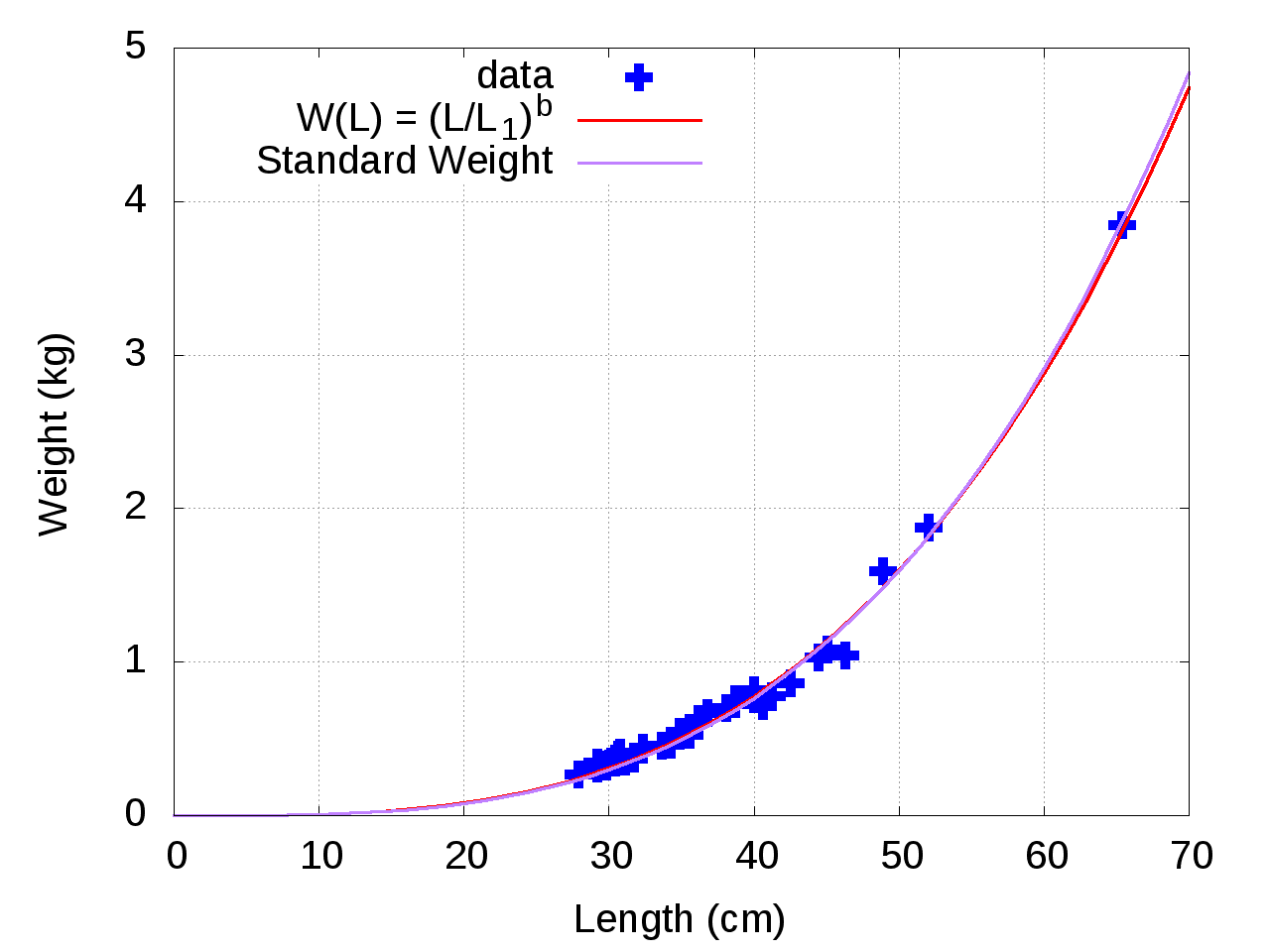
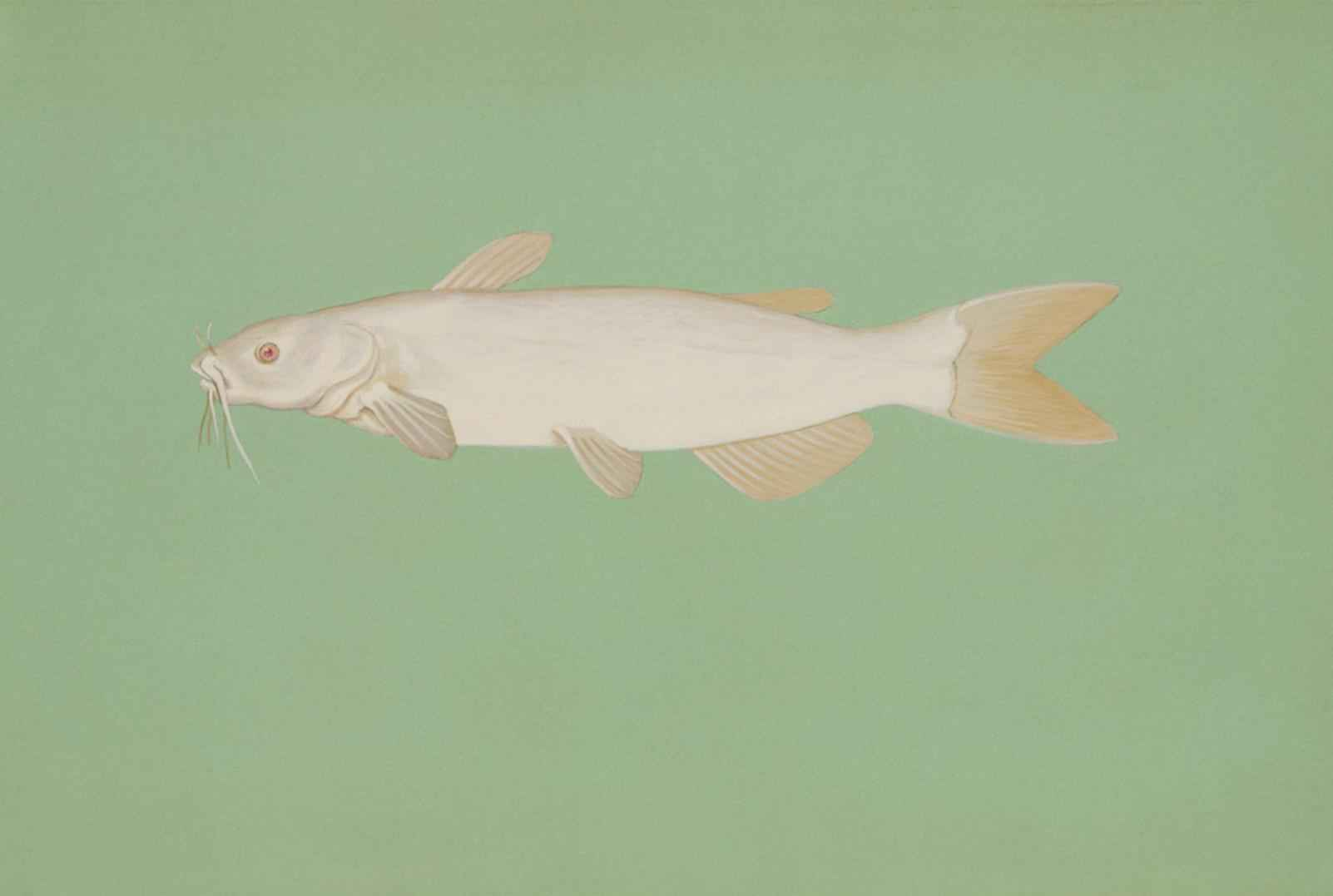
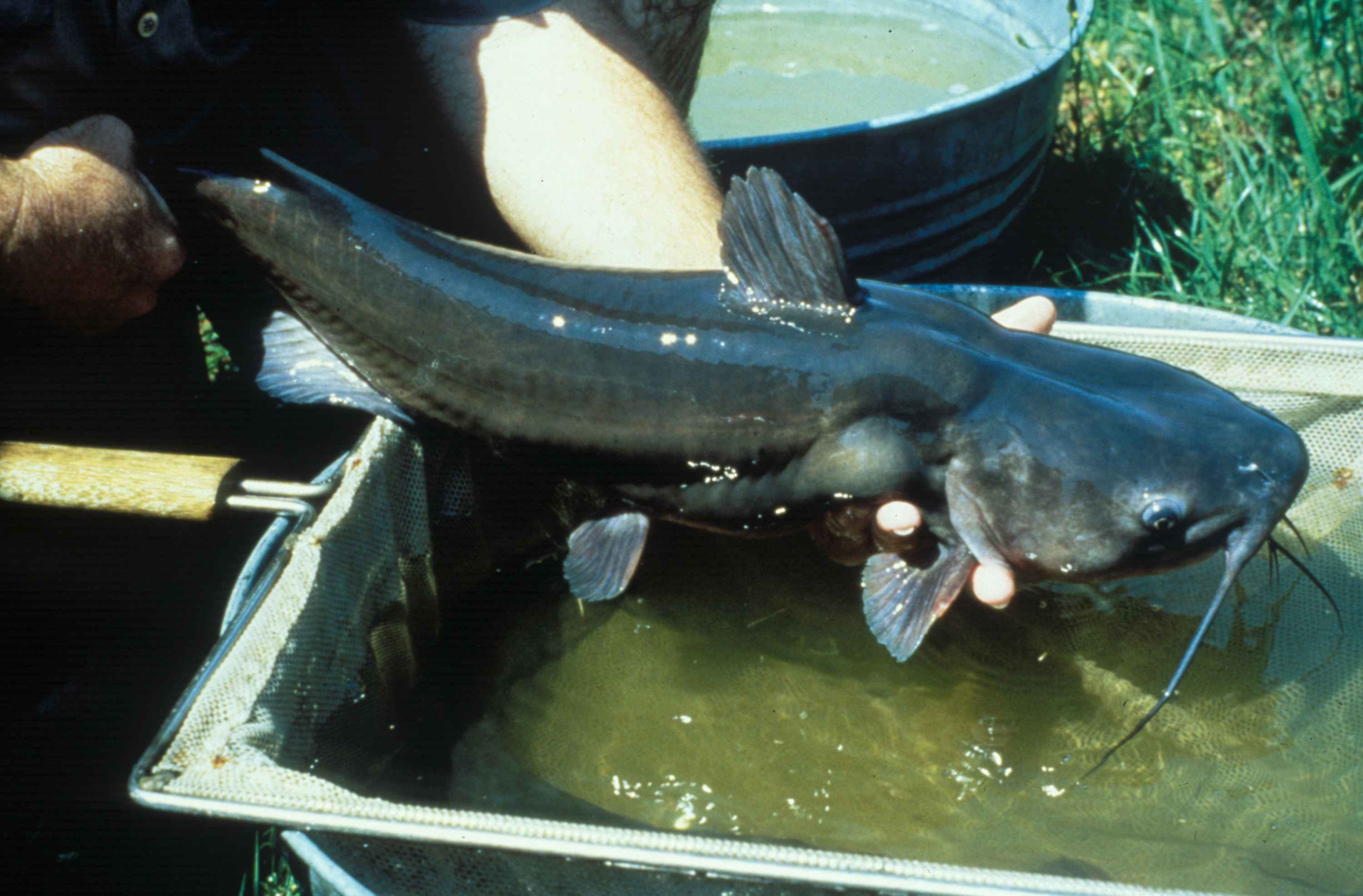